# 건강한 아침 유지은입니다
건강한 아침 유지은입니다는 대전MBC 표준FM(대전, 세종, 충남권 FM 92.5㎒, 서산 FM 91.3㎒, 보령 FM 93.7㎒)에서 평일 아침 8시 30분부터 8시 52분까지 대전MBC 유지은 아나운서의 진행으로 방송되는 건강정보 라디오 프로그램이다.

## 프로그램 소개
- 청취자에게 의학 및 건강정보를 제공하는 프로그램. 중장년, 노년에게 필요한 건강 상식 및 의학 정보, 운동 및 취미활동을 소개

## 주요 내용
- 의학 각 분야에 대한 궁금증 해결
- 건강 상식과 질병의 이해
- 건강한 노년을 위한 생생한 현장 취재

## 코너 소개

### 월요일: 치과 건강 정보
- 정길용 원장 (치과 전문의)

### 화요일: 운동 및 취미활동 소개
- 전두리 리포터

### 수요일: 한방 건강 정보
- 정진홍 원장 (한방 전문의)

### 목요일: 척추관절 건강 정보
- 척추관절 전문의

### 금요일: 안과 건강 정보
- 이효 원장 (안과 전문의)

## 진행자
- 유지은 아나운서

## 같이 보기
관련 항목
- 건강
- 대전MBC
- 대전MBC 표준FM
- 이진우의 손에 잡히는 경제